# 王世文
王世文（？—？），字質夫，江西吉安府安福縣人，民籍，明朝政治人物。

## 生平
正德二年（1507年）丁卯科江西鄉試第六十六名舉人。正德六年（1511年）中式辛未科會試第□一名，登第二甲第二十五名進士。授刑部主事，歷升刑部廣東司郎中，嘉靖二年（1523年）二月升四川按察司副使。

## 家族
曾祖王莊；祖父王天麟；父王鯨，母萬氏。慈侍下。弟世武、世用。
妾桂秀，安福人，王世文死時桂秀还很年轻，夫人彭氏要赶走她，自缢而死。